# Myotis annamiticus
Myotis annamiticus es una especie de murciélago perteneciente a la familia de los vespertiliónidos.
Es endémico de Vietnam. Su hábitat natural son los valles con ríos pequeños. Se desconoce si hay alguna amenaza significativa para la supervivencia de esta especie. El nombre específico annamiticus deriva del nombre de la cordillera Annamita, de los avantmunts surorientales donde se descubrió este murciélago.